# Ronde van Mauritius
De Ronde van Mauritius is een meerdaagse wielerwedstrijd die op Mauritius wordt verreden en sinds 1980 wordt georganiseerd door de nationale wielerbond van het land.

## Geschiedenis
De eerste editie werd georganiseerd in 1980 en gewonnen door de Fransman Franck Grondin. Op de jaren 1985 en 2003 na werd de wedstrijd sindsdien jaarlijks georganiseerd. De bekendste winnaar van de wedstrijd is Christopher Froome die in 2006 zegevierde, destijds nog met de Keniaanse nationaliteit. Sinds 2023 is de wedstrijd onderdeel van de UCI Africa Tour en kent een classificatie van 2.2. Recordwinnaar is Yannick Lincoln die zesmaal zegevierde.

## Lijst van winnaars

### Meervoudige winnaars
| Overwinningen | Renner               | Land      | Jaren                              |
| ------------- | -------------------- | --------- | ---------------------------------- |
| 6             | Yannick Lincoln      | Mauritius | 2005, 2007, 2011, 2012, 2013, 2014 |
| 4             | Richard Baret        | Frankrijk | 1988, 1993, 1997, 2002             |
| 3             | Jean-Pierre Bourgeot | Frankrijk | 1991, 1992, 1999                   |
| 2             | Patrick Haberland    | Mauritius | 1996, 1998                         |
| 2             | Christopher Lagane   | Mauritius | 2021, 2022                         |

### Overwinningen per land
| Overwinningen | Land                                                            |
| ------------- | --------------------------------------------------------------- |
| 17            | Frankrijk                                                       |
| 14            | Mauritius                                                       |
| 5             | Zuid-Afrika                                                     |
| 2             | Zwitserland                                                     |
| 1             | Kenia, Madagaskar, Polen, Verenigde Staten, Verenigd Koninkrijk |